# Les Cinq Gentlemen maudits (pel·lícula de 1920)
Les Cinq Gentlemen maudits és una pel·lícula francesa muda dirigida per Luitz-Morat i Pierre Régnier, estrenada el 1920. L'argument es basa en un contes d'André Reuze.

## Sinopsi
Cinc europeus que visiten Tunísia són maleïts per un local quan un d'ells treu el vel d'una jove tunisiana. Desapareixeran un a un. Però potser tot és només un engany...

## Repartiment
- André Luguet : Jacques Le Guérantec
- Luitz-Morat : Luitz Kaladjian
- Pierre Régnier : el capità Lawson
- Yvonne Devigne : Jacqueline Delvias
- Aïcha Mabrouka : la venedora d'amulets
- Ahmed Ben Abdallah : el pare de la venedora d'amulets
- Ledrument : Henri
- Jean de Merly
- Lucy Mareil
- Guyon fils